# Kazincbarcika
Kazincbarcika est une ville et une commune du comitat de Borsod-Abaúj-Zemplén en Hongrie.

## Géographie
Kazincbarcika est située au pied des montagnes Bükk, sur la rive droite de la rivière Sajó. 
Kazincbarcika est située à 20 kilomètres à 24 kilomètres au nord-nord-ouest du chef-lieu de Miskolc, et à 20 kilomètres à l'est de la frontière entre la Hongrie et la Slovaquie. 
Les agglomérations voisines sont Szuhakálló au nord, Múcsony au nord-est, Berente à l'est, Alacska au sud-est, Kondo au sud, Tardona et Dédestapolcsány au sud-ouest, Bánhorváti, Nagybarca et Sajóivánka à l'ouest et Sajókaza au nord-ouest.

## Population
| 1870  | 1880  | 1890  | 1900  | 1910  |
| ----- | ----- | ----- | ----- | ----- |
| 1 805 | 1 540 | 1 514 | 2 408 | 2 537 |

| 1920  | 1930  | 1941  | 1949  | 1960   |
| ----- | ----- | ----- | ----- | ------ |
| 2 830 | 2 812 | 3 329 | 3 846 | 14 208 |

| 1970   | 1980   | 1990   | 2001   | 2011   |
| ------ | ------ | ------ | ------ | ------ |
| 26 306 | 35 552 | 35 692 | 32 356 | 29 010 |

| 2021   | 2024   | - | - | - |
| ------ | ------ | - | - | - |
| 24 905 | 23 990 | - | - | - |

## Transports

### Liaisons routières
Sa voie d'accès routière la plus importante est la route principale 26, qui traverse la vallée de la Sajó et le centre-ville.
Kazincbarcika est reliée à Múcson par la route 2606, et à Tardona par la route secondaire 25127.

### Transport ferroviaire
La ligne de Miskolc à Ózd par Bánréve dessert la gare de Kazincbarcika (hu).

## Personnalités
- Tamás Decsi (1982-), escrimeur
- László Kleinheisler (1994-), footballeur

## Villes jumelées
La ville de Kazincbarcika est jumelée avec :
| Ville | Ville                  | Pays | Pays      | Période     |
| ----- | ---------------------- | ---- | --------- | ----------- |
|       | Burgkirchen an der Alz |      | Allemagne | depuis 1998 |
|       | Dimitrovgrad           |      | Bulgarie  |             |
|       | Knurów                 |      | Pologne   | depuis 1996 |
|       | Revúca                 |      | Slovaquie | depuis 2000 |
|       | Sânnicolau Mare        |      | Roumanie  | depuis 2000 |
|       | Tiatchiv               |      | Ukraine   | depuis 1999 |
|       | Świdnica               |      | Pologne   | depuis 1999 |

## Galerie

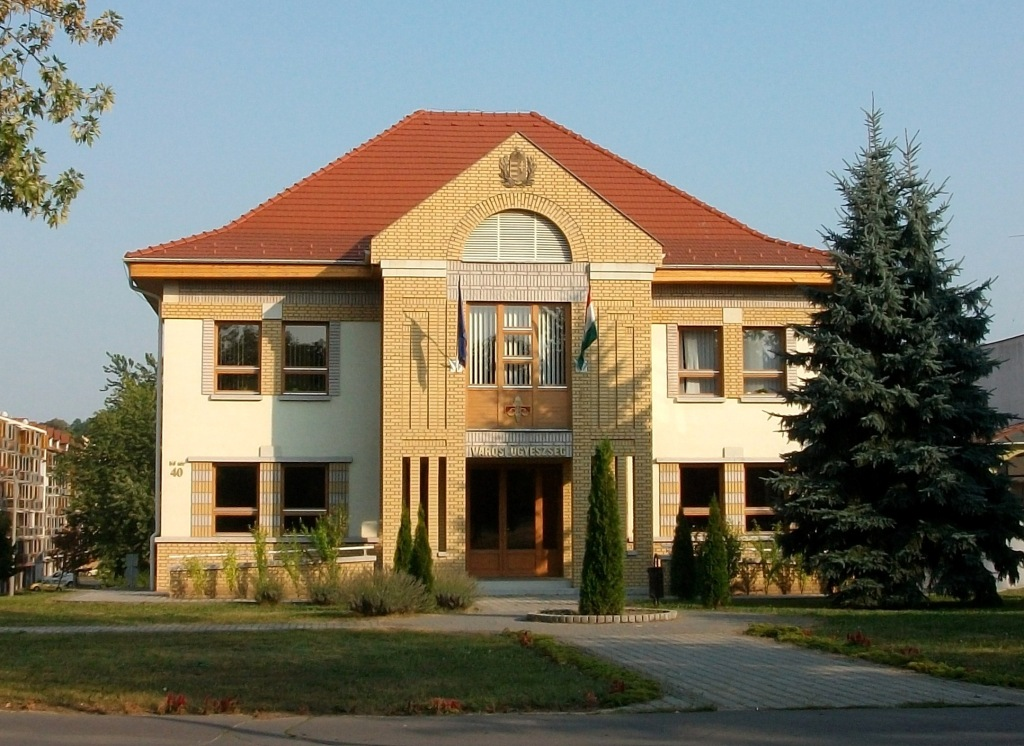
Bureau du procureur.
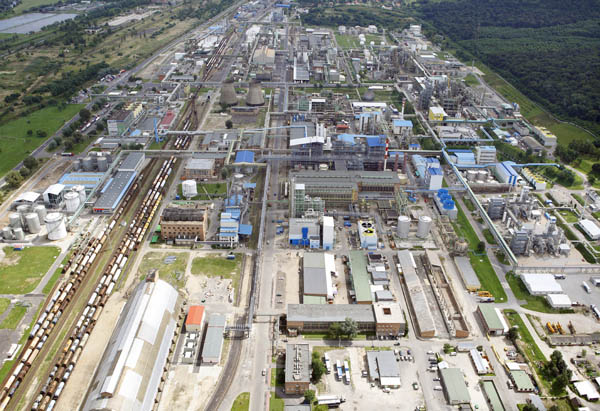
Usines chimiques.
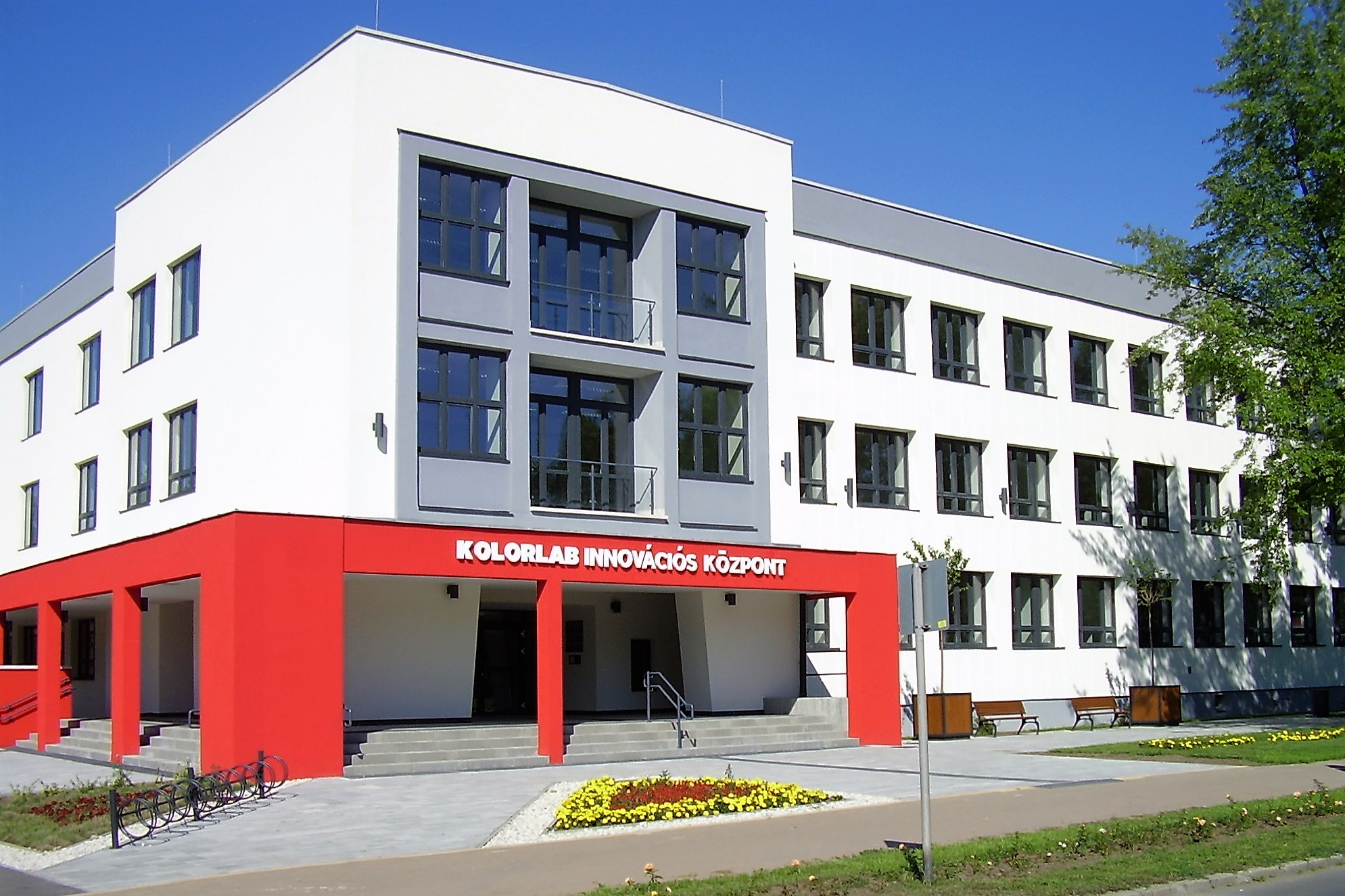
Centre d'innovation KOLORLAB à Kazincbarcik.
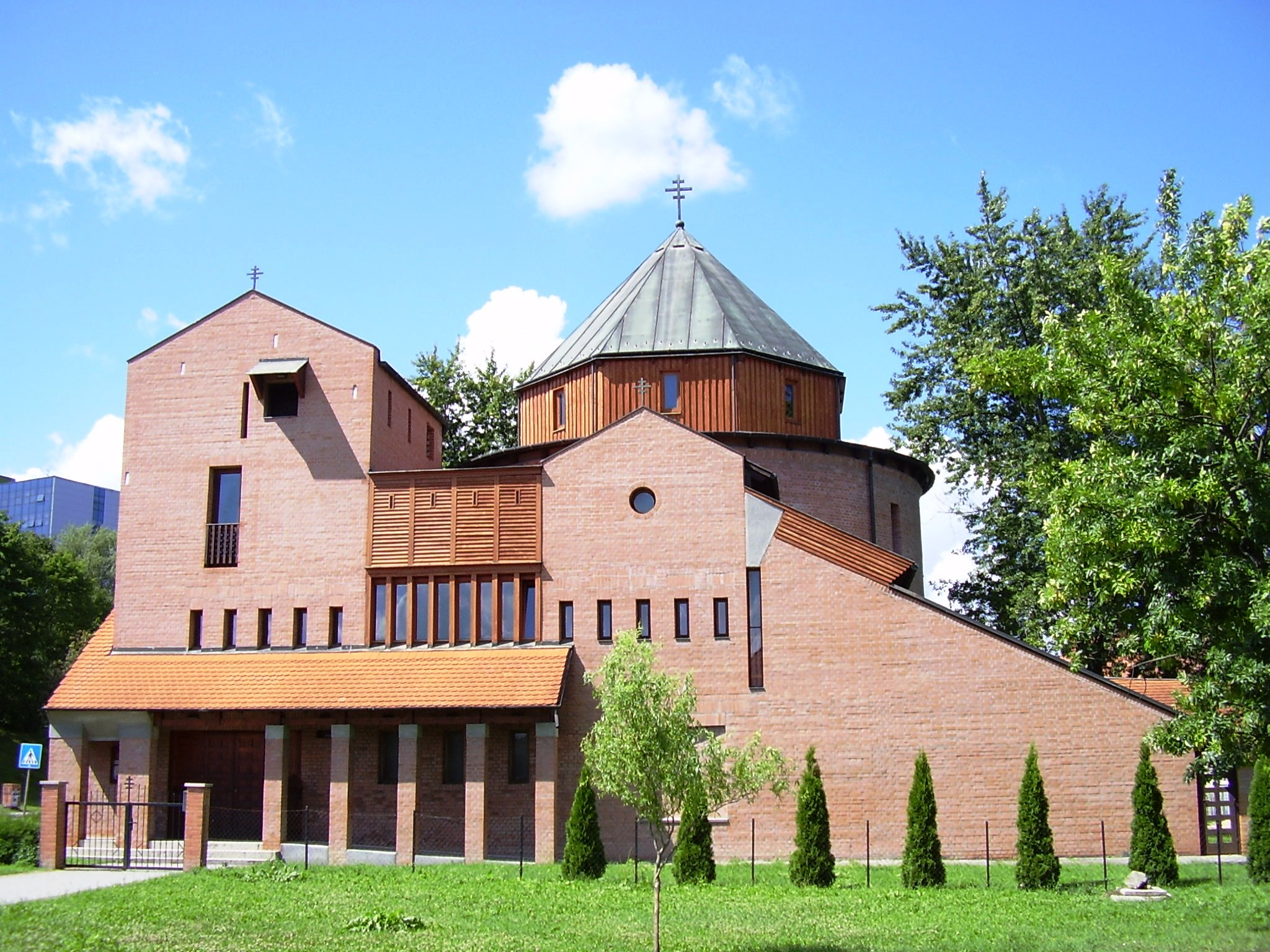
Église catholique.